# David Willcocks
David Valentine Willcocks, CBE, MC, (Newquay, 30 december 1919 – 17 september 2015) was een Engelse organist, componist en koordirigent.
Hij studeerde aan het Royal College of Music in Londen en aan King's College in Cambridge, waar hij de graad van organist behaalde. Tijdens de Tweede Wereldoorlog diende hij in het Britse leger. Na de oorlog werd hij organist in de kathedraal van Salisbury. Vervolgens dirigeerde hij het koor van de kathedraal van Worcester, en in 1957 werd hij benoemd tot hoogleraar muziek aan zijn alma mater King's College, en tegelijk organist en dirigent van het koor van King's College Chapel.
Hij was dirigent van het Britse Bachkoor tot 1998 en directeur van het Royal College of Music (tot 1984). In 1977 werd hij geridderd en sindsdien mocht hij met Sir aangesproken worden.
Willcocks is vooral bekend van de vele arrangementen die hij maakte van traditionele Britse Christmas Carols. Voor het kathedrale koor van de Sint-Janskathedraal in Den Bosch, de Schola Cantorum, schreef hij in het jubeljaar 2000 een Magnificat en een Nunc dimittis. Hij dirigeerde zelf de première op 19 november in de Sint-Janskathedraal.
Het koortje in You Can't Always Get What You Want (1968) van The Rolling Stones, in feite het London Bach Choir, werd gedirigeerd door Willcocks. 
Hij overleed op 95-jarige leeftijd.
- Bibsys: 99020637
- Biblioteca Nacional de España: XX1160100
- Bibliothèque nationale de France: cb13901167x (data)
- CiNii: DA04373804
- Gemeinsame Normdatei: 124263585
- International Standard Name Identifier: 0000 0000 8177 3005
- Library of Congress Control Number: n82215288
- Nationale Bibliotheek van Letland: 000039079
- MusicBrainz: d337e7f7-be08-47d4-9d00-964367e99972
- Bibliotheek van het Japanse parlement: 00460973
- Nationale Bibliotheek van Tsjechië: xx0022095
- Nationale bibliotheek van Australië: 35205590
- Nationale Bibliotheek van Israël: 987007399299005171
- Nationale en Universitaire bibliotheek Zagreb: 000062745
- Nederlandse Thesaurus van Auteursnamen: 069883556
- Réseau des bibliothèques de Suisse occidentale: 02-A003976340
- LIBRIS: 227134
- SNAC: w6988d7h
- Système universitaire de documentation: 080853714
- Trove: 864449
- Virtual International Authority File: 111031521
- WorldCat: E39PBJkxMbhYRFc3jxGdfr8grq